# 秋田桂城短期大学
秋田桂城短期大学（あきたけいじょうたんきだいがく、英語: Akita Keijo Junior College）は、秋田県大館市清水二丁目3-4に本部を置いていた日本の私立大学である。1996年に設置され、2007年に廃止された。大学の略称は桂城短大、桂短。

## 概要

### 大学全体
- 秋田県大館市に所在した日本の私立短期大学で、設置主体は学校法人ノースアジア大学。
- 学科数3、入学総定員190名体制で1996年に開学[注 1]、助成金は42億円[6]。
- 以後、学科数、入学定員に変更なし。
- 2004年度の入学生を最後に[注釈 2]、2007年に短期大学としての使命を終える[8]。

### 建学の精神（校訓・理念・学是）
- 秋田桂城短期大学における建学の精神は「真理・調和・実学」となっている[9]。

### 教育および研究
- 秋田桂城短期大学には全国唯一の特色を持つ学科として地域社会学科が設置されていた。これは、IT革命に対応できる人材育成がねらいとされ、地域社会の諸問題を解決するために設置されたものとなっており、地域文化や地域行政に関する科目ほかビジネスに関する科目も設置されていた。ほか、看護職や介護職を養成する学科も置かれていた。
- 一般教育科目には「ボランティア実習」があった。

### 学風および特色
- 秋田桂城短期大学は、学校法人秋田経済法科大学（現・学校法人ノースアジア大学）が母体となっていたが、大館市を中心に、鹿角市・小坂町・比内町・田代町・鷹巣町・合川町・森吉町・上小阿仁村と秋田県の支援もあったことから、実質上は公私協力型の短大となっていた。

## 沿革
- 1994年
  - 5月23日 1996年度の開設を目指す計画が行われる[10]。
- 1995年
  - 12月22日 左記を以て文部省[注 3]より短期大学の設置が認可される[11]。
- 1996年 秋田桂城短期大学が以下の学科体制にて開学する。
  - 地域社会学科 入学定員100名
  - 人間福祉学科 入学定員40名
  - 看護学科 入学定員50名
- 2004年
  - 4月1日 この年度をもって学生募集が最終となる。
- 2006年
  - 3月31日 地域社会学科、人間福祉学科が廃止される[1]。
- 2007年
  - 11月2日 左記を以て正式に廃止[8]。

## 基礎データ

### 所在地
- 秋田県大館市清水2-3-4

### 年度別学生数

#### 通学課程
- 各年の学生数はその該当年度の5月1日時点でのデータである。なお、2000年度以降は、当該当年度以降の『全国学校総覧』（以下、『総覧』と略する。）において学生数の記載がないため省略した。

| -      | 地域社会学科 | 人間福祉学科 | 看護学科   | 出典   |
| ------ | ------------ | ------------ | ---------- | ------ |
| 1996年 | 男59 女34    | 男9 女35     | 男3 女52   | [ 12 ] |
| 1997年 | 男105 女54   | 男16 女71    | 男6 女103  | [ 13 ] |
| 1998年 | 男74 女37    | 男14 女69    | 男15 女147 | [ 14 ] |
| 1999年 | 男50 女34    | 男17 女66    | 男15 女145 | [ 15 ] |

## 教育および研究

### 組織

#### 学科
- 地域社会学科 全国唯一の特色を持つ学科として紹介された。IT革命に対応できる人材育成がねらいとされ、地域社会の諸問題を解決するために設置された。入学定員100名[注釈 3]
- 人間福祉学科 介護のエキスパートを養成する学科で、合川町・小坂町・弘前市・大館市などの施設実習があった。入学定員40名[注釈 3]。
- 看護学科 看護のエキスパートを養成する学科。入学定員50名[注釈 3]。

#### 専攻科
- なし

#### 別科
- なし

#### 取得資格について
- 秘書士・情報処理士資格:地域社会学科
- 介護福祉士:介護福祉学科
- 看護師国家試験受験資格:看護学科

### 附属機関
- 地域総合研究所[17]。
- 附属図書館[18]。

### 研究
- 『紀要』[19]
- 『看護研究論文集』[20]ほか。

## 学生生活

### 部活動・クラブ活動・サークル活動
- 秋田桂城短期大学で活動していたクラブ活動
  - 体育系：バスケットボール・軟式野球・バレーボールほか
  - 文化系：ボランティア・点字手話ほか

### 学園祭
- 秋田桂城短期大学の学園祭は「逢星祭」と呼ばれ例年、概ね7月に行なわれていた[9]。

## 大学関係者と組織

### 大学関係者
歴代学長
- 佐々木英忠（東北大学名誉教授、元・同大大学院医学系研究科教授）：2005年1月〜閉学

## 施設

### キャンパス
- キャンパス内には、大教室・学生食堂・体育館・図書館・コンビニエンスストアなどがあった[9]。

### 寮
- 特になし[9]。

## 対外関係

### 系列校
- ノースアジア大学
- 秋田栄養短期大学
- ノースアジア大学明桜高等学校

## 卒業後の進路について

### 編入学・進学実績
- 地域社会学科：秋田経済法科大学・石巻専修大学・東北学院大学・東日本国際大学ほか
- 看護学科：旭川医科大学・山形大学・札幌医科大学・岩手県立大学・日本赤十字看護大学・川崎医療福祉大学・呉大学・弘前大学医療技術短期大学部、神奈川県立衛生短期大学、岩手看護短期大学、帝京平成看護短期大学の各専攻科ほか
- 人間福祉学科：東北福祉大学・聖学院大学・日本社会事業大学ほか